# Woodhouse (Leeds)

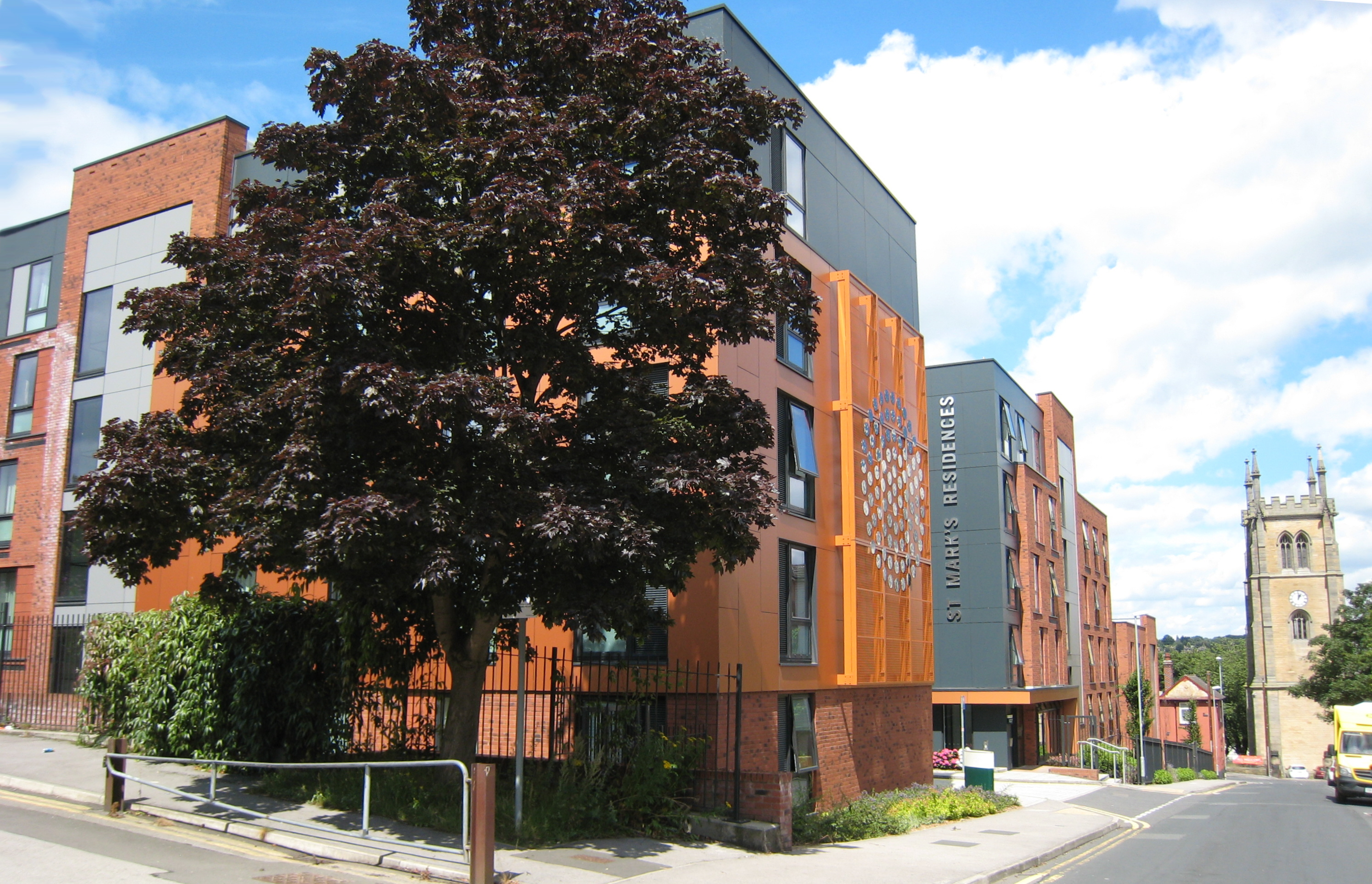
Residenze studentesche di San Marco con la vecchia casa e St Mark's Church, guardando giù per St Mark's Street - verso St Mark's Strada

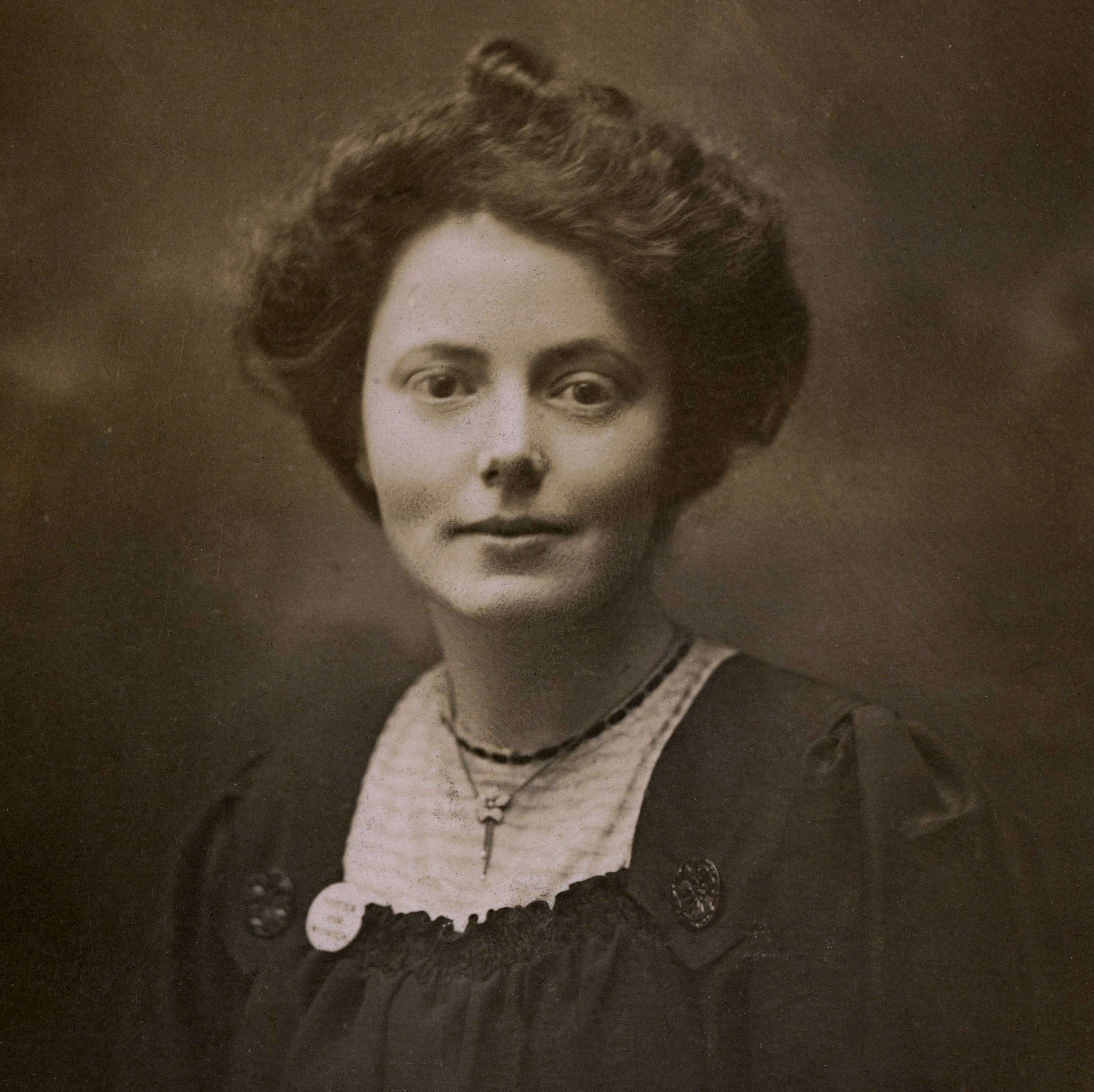
Mary Gawthorpe, 1908

Woodhouse è un'area prevalentemente residenziale appena a nord del centro della città di Leeds e vicino all'Università di Leeds. Si trova a Hyde Park e Woodhouse circoscrizione elettorale della Città di Leeds, borgo metropolitano. La popolazione del reparto al censimento del 2011 era di 25 914.

## Storia
Il nome Woodhouse è attestato per la prima volta intorno al 1170 come Wd(e)husa, Wd(e)huse e Wudeusum. È probabile che derivi dall'antico inglese wudu "legno" e hūs "case". La gente del posto lo chiama Wudhus. Fu descritto nel 1853 come un "villaggio grande e bello".
L'area originale di Woodhouse di Leeds si estendeva in un ampio arco a ferro di cavallo che si estendva a nord da Burley Street (dove è conosciuta come Little Woodhouse), lungo Clarendon Road, compresa l'attuale sede dell'Università di Leeds, attraverso Woodhouse Moor (ora un parco pubblico), quindi verso il suo confine più settentrionale, il bosco ripido di Woodhouse Ridge, parte del Meanwood Valley Trail e la foresta di Leeds, dove l'area era conosciuta come Woodhouse Cliff a ovest e Woodhouse Carr a sud- est. Le mappe di Ordnance Survey per il 1893 e il 1921 contrassegnano un'area a ovest di Meanwood Road tra Buslingthorpe Lane e Buslingthorpe Green come "Woodhouse Carr".
Durante la seconda guerra mondiale, l'area di Institution Street (ora Holborn Approach) fu bombardata accidentalmente dalla Luftwaffe tedesca durante i tentativi falliti di un raid aereo notturno di oscuramento per distruggere un vicino obiettivo industriale. Diversi edifici furono colpiti e di conseguenza tre persone in fondo alla strada rimasero uccise.
The Chemic Tavern è un pub situato nel cuore di Woodhouse. È stato fondato nel 1840 e prende il nome da Johnson's Chemical Works. La fabbrica fu demolita nel 1890 ma il pub rimase.

## Persone importanti
La suffragetta, socialista e sindacalista Mary Gawthorpe nacque a Woodhouse nel 1881.
Alice Mann, tipografa e libraia radicale, si era trasferita in una casa a St Mark's Terrace nel 1851.
L'autore e riformatore Samuel Smiles si trasferì a vivere a Woodhouse Cliff nel 1847. Fu il primo presidente della Woodhouse Mechanics Institution.

## Galleria d'immagini

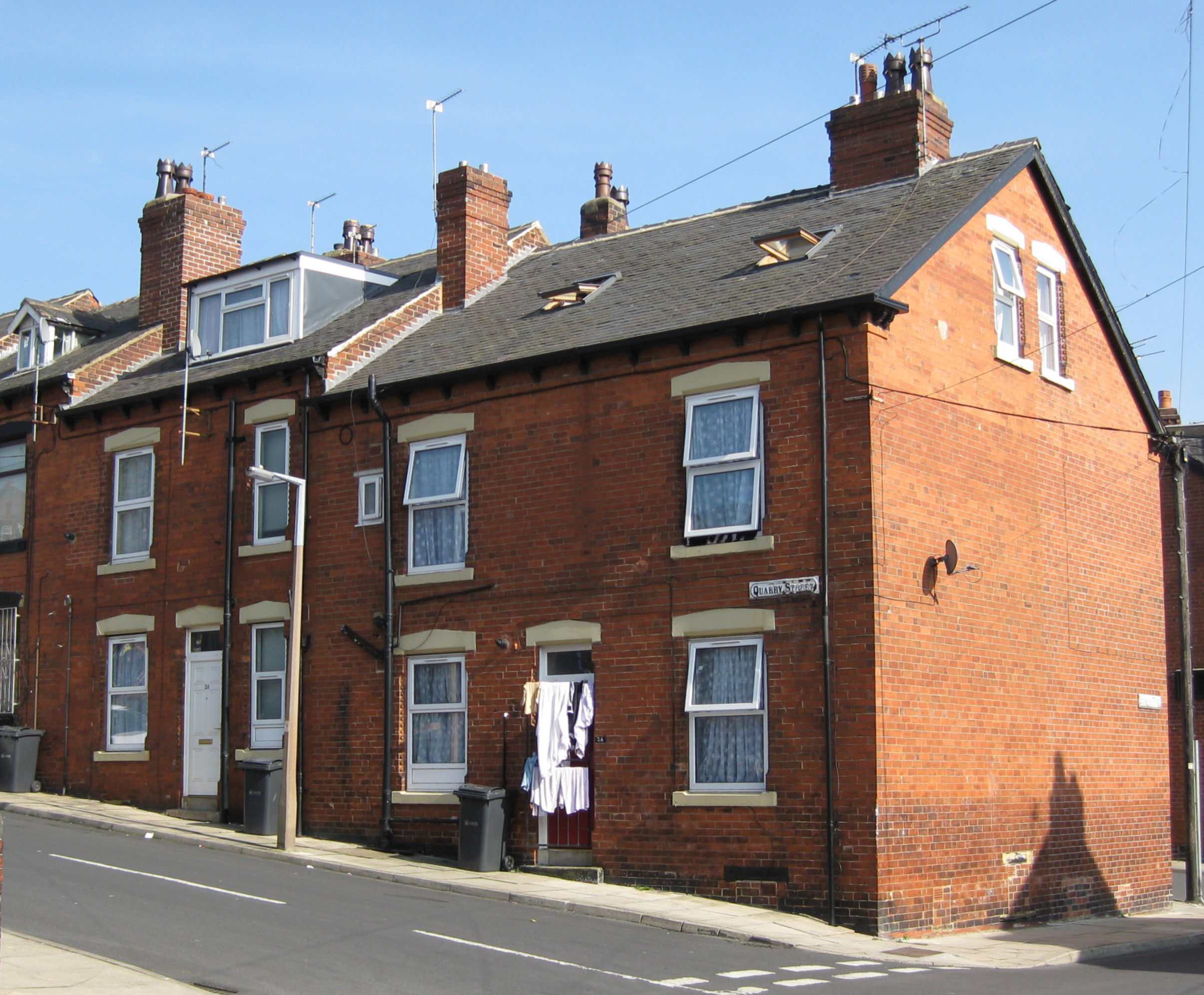
Quarry Street
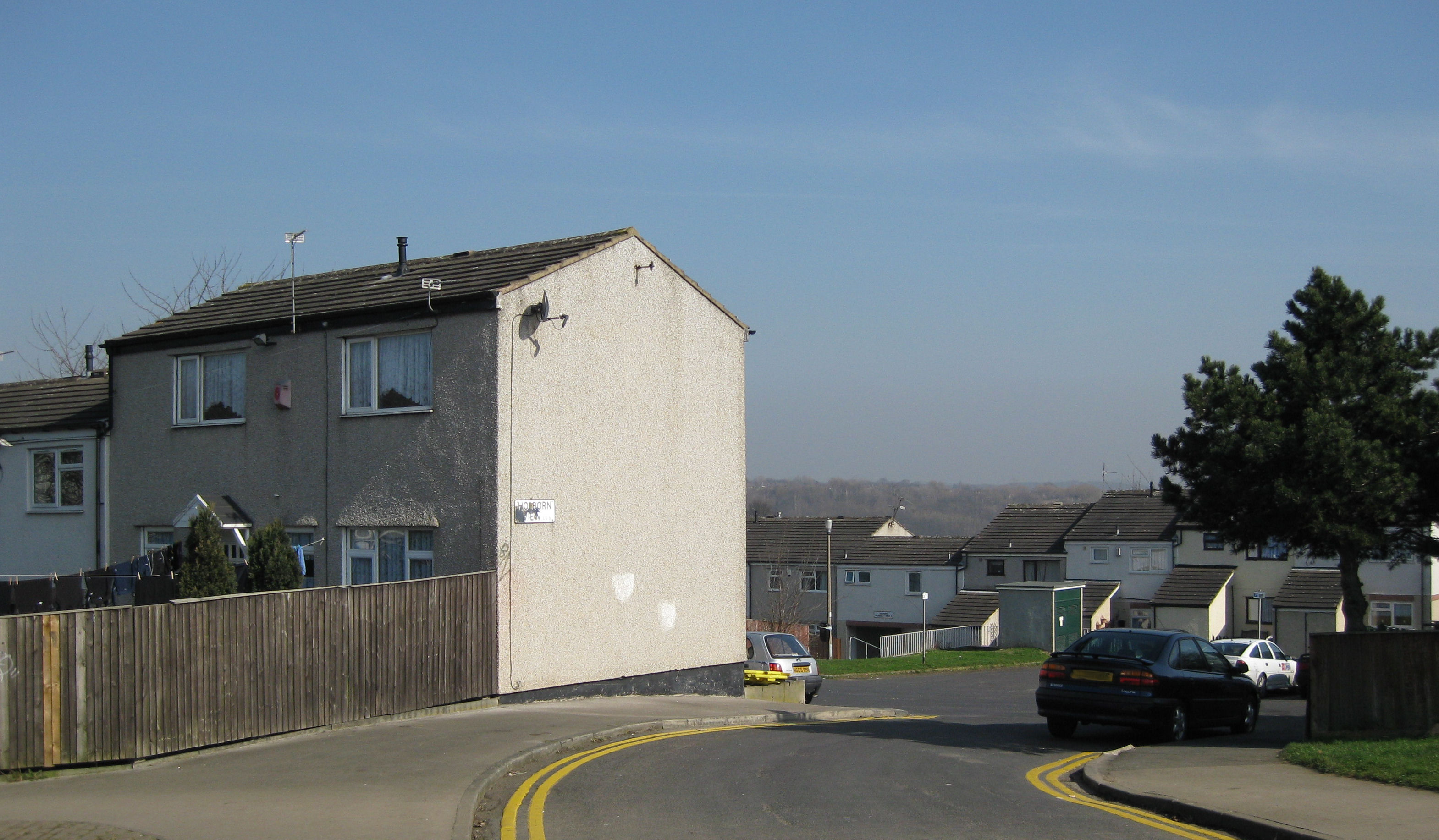
La tenuta di Holborn
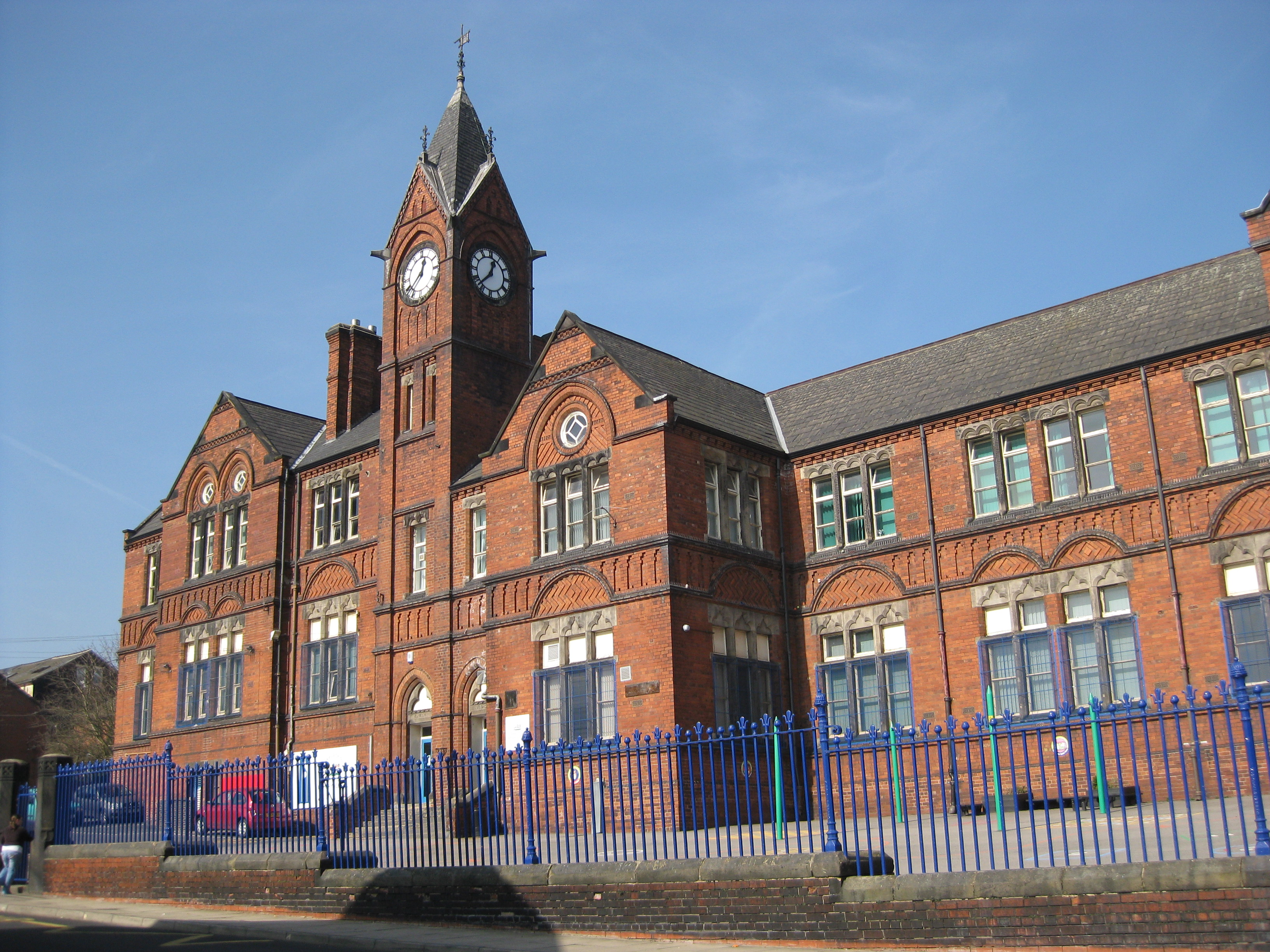
Scuola elementare di Quarry Mount
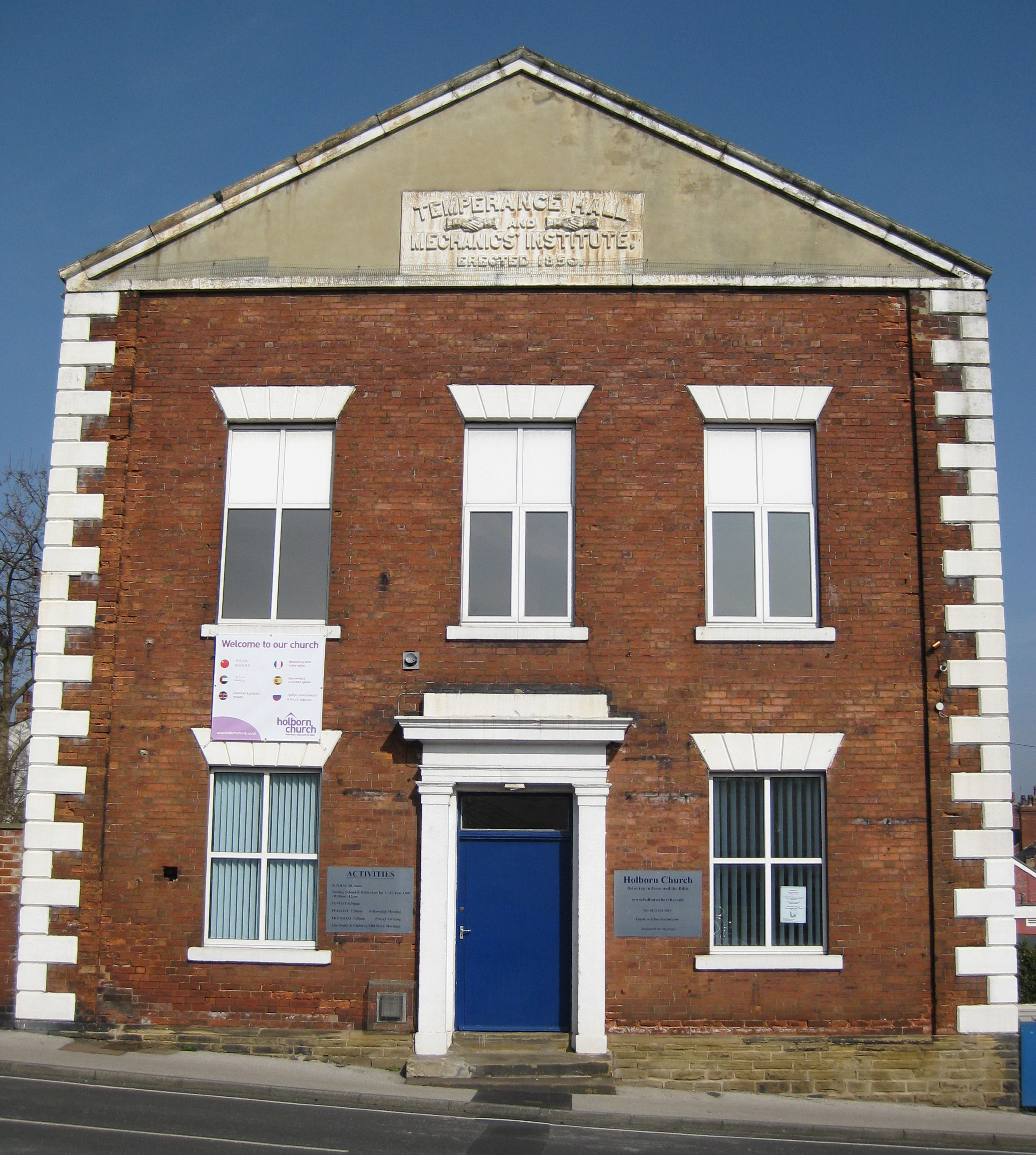
Sala della Temperanza (1850), Approccio di Holborn
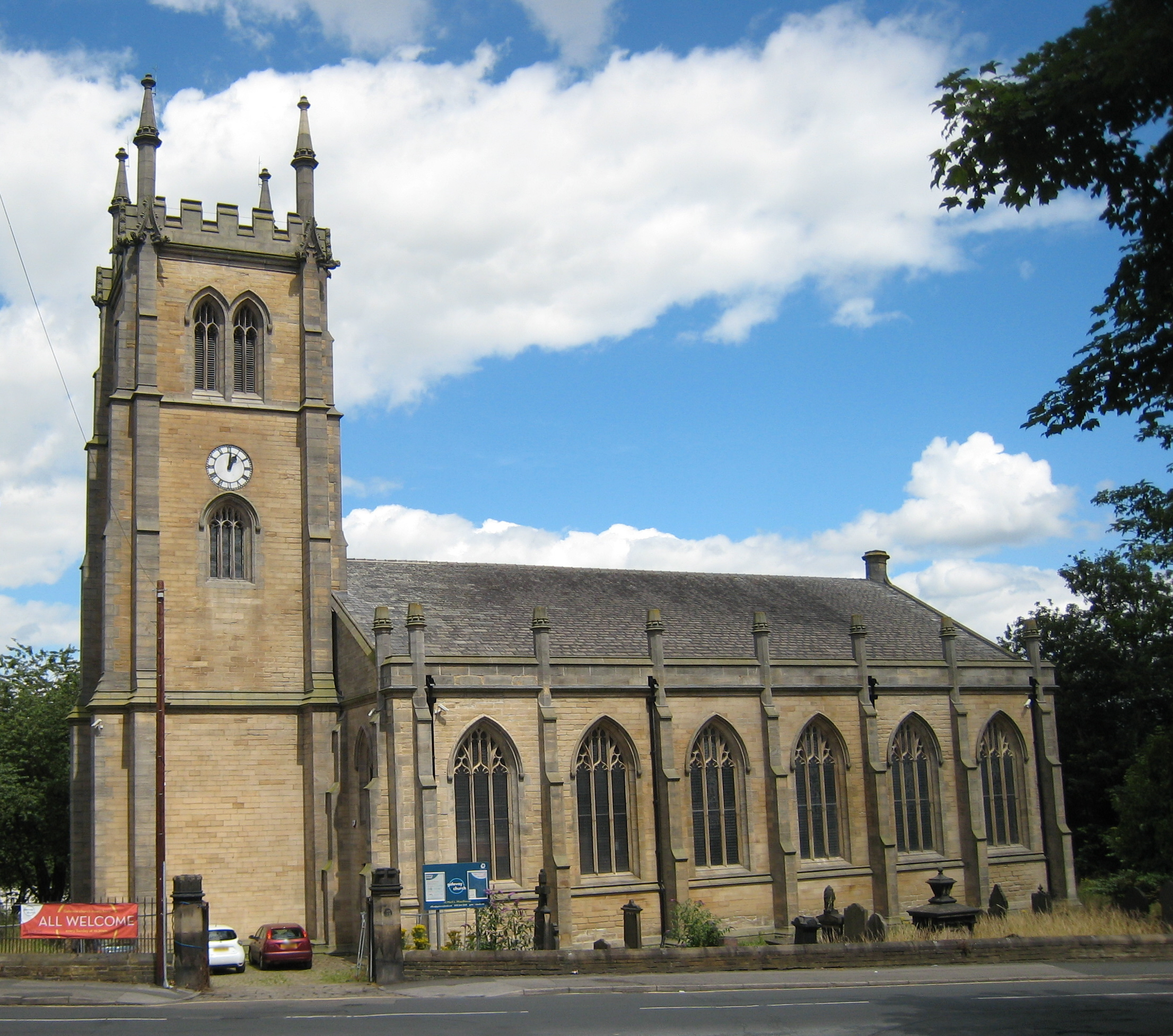
Gateway Church (ex chiesa parrocchiale di San Marco).